# Gulaszowy komunizm
Gulaszowy komunizm (węg. gulyáskommunizmus) lub kadaryzm (od Jánosa Kádára) – odmiana realnego socjalizmu, nieformalna nazwa ustroju Węgierskiej Republiki Ludowej począwszy od lat 60. XX w. aż do przywrócenia kapitalizmu na Węgrzech w 1989 roku. Gulaszowy komunizm zrywał z zasadami wcześniejszego stalinizmu, przestrzegając w większym stopniu praw człowieka i wprowadzając elementy wolnego rynku.
Termin ten jest metaforą, pochodzącą od gulaszu, popularnego węgierskiego dania. Gulasz jest przyrządzany z różnych produktów i tak też było z węgierskim „komunizmem”, który przestał być „wyłącznie komunistyczny” (tj. powielać bezkrytycznie model polityki radzieckiej). Czasami określany jako „najszczęśliwszy barak w obozie komunistycznym” (lub „socjalistycznym”).

## Początki
W roku 1962, sześć lat po powstaniu węgierskim, na VIII Zjeździe Węgierskiej Socjalistycznej Partii Robotniczej ogłoszono, że okres „umocnienia socjalizmu” po 1956 roku skończył się i że „podwaliny dla dowodzenia społeczeństwem socjalistycznym” zostały zbudowane, co spowodowało amnestię dla większości ludzi skazanych za udział w powstaniu w 1956 roku. Partia, której przewodniczącym był János Kádár, stopniowo opanowała działania policji politycznej i obierała stosunkowo liberalny kurs ekonomiczny i kulturalny, co miało na celu pokonać wrogość społeczeństwa w stosunku do Kádára. W 1966 roku Komitet Centralny zatwierdził Nowy Mechanizm Ekonomiczny (węg. új gazdasági mechanizmus), który rozluźnił restrykcje związane z handlem międzynarodowym, dał ograniczoną wolność pracującym w handlu i pozwolił ograniczonej liczbie ludzi działać w sektorze usług. Była to bardzo poważna liberalizacja w porównaniu ze stalinizmem, jednak nie tak daleko idąca, jak reformy z 1956. Politycy zajęli się różnymi formami zarządzania kolektywami, zostawiając tempo mechanizacji spółdzielniom. Rozwijał się także proces rozwijania „demokracji zakładowej”, polegającej na przekazywaniu pewnego wpływu na zarządzanie przedsiębiorstwami ich pracownikom. Co więcej, płacono za dostawy plonów (najczęściej w formie comiesięcznej wypłaty), nie wymuszano ich jak miało to miejsce wcześniej. W latach 60. XX w. pozwolono połączyć się spokrewnionym spółdzielniom w celu wspólnego prowadzenia produkcji żywności, działania w przemyśle oświetleniowym czy usługach.

## Polityka
Gulaszowy komunizm pozwolił na większą wolność słowa, zwiększył rolę opinii publicznej w państwie i zmienił rolę partii w rozwoju socjalizmu (interpretowaną raczej jako „służba” aniżeli „dowodzenie”). Ponadto zwiększył zakres społecznej samoekspresji i wprowadził modyfikacje do doktryny marksizmu-leninizmu (która to ideologia według WSPR przywołuje chęć reform, na przykład takich jakie chciał wprowadzić Imre Nagy, który twierdził, że marksizm „powinien się rozwijać i stawać coraz doskonalszym, a nie stać w miejscu”; zdania tego nie podzielali Chruszczow, który stłumił powstanie na Węgrzech, i Breżniew, który wprowadził swoją doktrynę i interweniował w Czechosłowacji w 1968 roku).

## Gospodarka
Środków pieniężnych Węgier miało być więcej po to, by zaspokoić popyt konsumentów poprzez zapewnienie większego wyboru dóbr. Niektóre środki w reformie gospodarczej zostały wprowadzone, by zintegrować mechanizmy rynku z konstrukcją gospodarki socjalistycznej. Negatywnym rezultatem reformy było zwiększenie napięć ekonomicznych i wysokie zadłużenie, które stało się dotkliwie odczuwalne w późnych latach 80.
Stając się stosunkowo dobrze zorganizowanym krajem bloku wschodniego, Węgry były celem turystów z innych państw Układu Warszawskíego, dla których zwiedzenie krajów zachodnich nie zawsze było możliwe.
Po roku 1989 Węgry, podobnie jak pozostałe kraje dawnego bloku wschodniego, odrestaurowały kapitalizm i zaczęły wprowadzać reformy w kierunku budowy gospodarki rynkowej.